# 阿部紗英
阿部 紗英（あべ さえ、2000年1月11日 - ）は、日本のファッションモデル、女優、タレント。
東京都出身。所属芸能事務所はサイン。

## 略歴
- 2003年、3歳の時にスカウトされ[4]、ファッションモデルなどの活動を開始。
- 2007年、キューティー★マミーのバックダンサーとして活動。2008年、キューティー☆マミーkids名義の曲「らぶジィチャン らぶバッチャン」を公開。
- 2008年、りぼんガールグランプリ。
- 2008年、キッズファッション誌mariaとavexが行ったマリアキッズドリームプロジェクトに参加し、同年12月にスパークリングキッズのメンバーとしてCD「キラ☆キラ/うれしい かんじ」をリリース。
- 2010年より『ニコ☆プチ』専属モデル。
- 2011年9月、ベストジーニスト一般新人部門2012の書類審査に通過し、第1回2次審査に参加したが敗れる。しかし、リベンジ戦で第2位を獲得し、最終審査への切符を掴む。[5]

## 所属事務所
- Sugar&Spice（2003年 - 2007年）
- フェイスネットワーク（2007年 - 2008年3月31日）
- プラチカ（2008年4月1日 - 2009年3月31日）
- バーニングプロダクション（2009年4月1日-2012年11月31日[要検証 – ノート]）

## 出演

### 雑誌
- りぼん（2009年 - 2010年、集英社）りぼんガール
- ニコ☆プチ（2010年4月号 - 2013年6月号、新潮社）専属モデル

### イメージモデル
- ガールズフィット（2012年）

### CM
- SUZUKI - MRワゴン（2006年）
- 富士通 - 『らくらくホンIV』らくらく持って、でかけよう。篇（2007年）

### テレビ番組
- ピラメキーノ 子役恋物語 シーズン16（2010年、テレビ東京）
- 贖罪（2012年、WOWOW） ‐ 小川真由 役
- 警視庁・捜査一課長 2020（2020年） ‐ 倉前風吹（高校時代） 役
- 緊急取調室 第4シリーズ 第1話（2021年7月8日、テレビ朝日） ‐ 南（キャビンアテンダント） 役
- 17才の帝国 第4話（2022年5月28日、NHK総合）
- 正しい恋の始めかた（2023年1月2日、テレビ朝日）
- 軍港の子 〜よこすかクリーニング1946〜（2023年8月10日、NHK総合） ‐ 瑞希（語り） 役
- Believe-君にかける橋- 第5話・第6話（2024年5月23日・30日、テレビ朝日） - 半田弥生 役

### 映画
- ひとりかくれんぼ 劇場版（2009年、山田雅史監督）

### 舞台
- 特殊ミステリー歌劇「心霊探偵八雲」-思考のバイアス-（2023年3月2日 - 21日、Mixalive TOKYO Theater Mixa） ‐ 飯塚万里 役[6]